# Alexander Kazhdan
Pour les articles homonymes, voir Kazhdan.
Alexander Petrovitch Kazhdan (en russe : Александр Петрович Каждан, parfois transcrit Každan ; * 3 septembre 1922 à Moscou; † 29 mai 1997 à Washington) est un historien de Byzance russo-américain.

## Biographie
Il est issu d'une famille de commerçants moscovites. Il fait ses études dans une université de formation des enseignants à Oufa, puis à l'université de Moscou avec l'historien Evgueni Kosminski et publie sa thèse en 1952. Il s'était marié en 1944 avec Musya Ivanskaya. Leur origine juive semble être la cause de son peu d'écho dans le monde scientifique soviétique : l'antisémitisme latent sous Staline fait qu'il n'obtient pas de postes autres qu'en province. À partir de 1956, son statut s'améliore, et il travaille à l'Institut d'histoire de l'Académie soviétique des sciences. Là, il édite des traductions de bon nombre d'œuvres de l'Antiquité ou du Moyen Âge, non sans quelques publications scientifiques sur l'histoire de Byzance.
En 1976, son fils, le mathématicien David Kazhdan émigre aux États-Unis, ce qui vaut au couple Kazhdan la méfiance des autorités. La directrice de recherche de Kazhdan, Zaina Udaltsova, semble avoir voulu le maintenir dans un certain isolement.
En 1978, il se rend en France avec son épouse, et fait quelques conférences au Collège de France de Paris, puis de là passe aux États-Unis. Il y est accueilli jusqu'à sa mort comme chercheur à l'Institut de recherche sur Byzance de Dumbarton Oaks à Washington. Sa réputation est devenue internationale avec la publication de son Oxford dictionary of Byzantium en 1991.

## Œuvres
- (ru) Аграрные отношения в Византии XIII—XIV вв. (Relations agraires à Byzance aux XIIIe-XIVe siècles), Moscou,‎ 1952
- (ru) Религия и атеизм в древнем мире (Religion et athéisme dans le monde antique), Moscou,‎ 1957
- avec Gennadi Litavrin (ru) : (ru) Очерки истории Византии и южных славян (Essais sur l'histoire de Byzance et les Slaves du Sud), Moscou,‎ 1958
- (ru) Деревня и город в Византии IX—X вв. Очерки по истории византийского феодализма (Villages et villes à Byzance aux IXe - Xe siècles. Essais sur l'histoire de la féodalité byzantine), Moscou,‎ 1960 (OCLC 6478523)
- (ru) От Христа к Константину (Du Christ à Constantin), Moscou,‎ 1965
- avec N A Smirnov : Церковь в истории России, IX в.-1917 г. : критические очерки (L'Église dans l'histoire de la Russie, IXe siècle-1917 : essais critiques), Moscou,‎ 1967
- (ru) Византийская культура (X—XII вв.), Moscou,‎ 1968 (OCLC 7970497), traductions :
  - (de) Byzanz und seine Kultur, Berlin, Akademie-Verlag, 1968 (OCLC 2489372)
  - (it) Bisanzio e la sua civiltà, Bari, 1983
- (ru) Книга и писатель в Византии, Moscou,‎ 1973, traductions :
  - (it) La produzione intellettuale a Bisanzio. Libri e scrittori in una società colta, Naples, 1983
  - (en) Authors and texts in Byzantium, Aldershot - Brookfield, coll. « Collected studies » (no 400), 1993 (ISBN 9780860783626)
- (ru) Социальный состав господствующего класса Византии XI—XII вв., Moscou,‎ 1974, traduction :
  - (it) L’aristocrazia bizantina. Dal principio dell’XI alla fine del XII secolo, Palerme, 1997
- (ru) Армяне в составе господствующего класса Византийской империи в XI—XII вв. (Les Arméniens dans la composition de la classe dirigeante de l'Empire byzantin dans les siècles XIe - XIIe siècles), Erevan,‎ 1975 (OCLC 3536938)
- avec Giles Constable : (en) People and Power in Byzantium : an Introduction to Modern Byzantine Studies, Washington, 1982 plusieurs éditions entre 1982 et 1996 [2]
- avec Simon Franklin : (en) Studies on Byzantine Literature of the Eleventh and Twelfth Centuries, Cambridge - New York - Paris, 1984 plusieurs éditions entre 1984 et 2009
- avec Ann Epstein : (en) Change in Byzantine culture in the eleventh and twelfth centuries, Berkeley, University of California Press, coll. « Transformation of the classical heritage » (no 7), 1985 (ISBN 9780520051294) réédition en 1990, traduction :
  - (el) Αλλαγές στον βυζαντινό πολιτισμό κατά τον 11ο και τον 12ο αιώνα, Athènes,‎ 2004 (1re éd. 1997) (ISBN 9789602501306)
- (en) Oxford Dictionary of Byzantium, 1991 (ISBN 9780195046526) (3 volumes) avec au comité d'édition, Alice-Mary Talbot, Anthony Cutler (art), Timothy E. Gregory (archéologie), Nancy P. Sevcenko, plusieurs éditions entre 1991 et 2012 en anglais.

### Parutions posthumes
- avec L. F. Sherry et Ch. Angelidi : A History of Byzantine Literature. 650–850, Athènes, 1999, traduction :
  - (ru) История византийской литературы (650—850), Saint-Pétersbourg,‎ 2002
- (ru) Два дня из жизни Константинополя (Deux jours dans la vie de Constantinople), Saint-Pétersbourg,‎ 2002
- (ru) Никита Хониат и его время (Nikita Choniates et son temps), Saint-Pétersbourg,‎ 2005
- (en) A History of Byzantine Literature. 850–1000, Athènes, 2006, traduction :
  - История византийской литературы (850—1000), Saint-Pétersbourg,‎ 2012